# Quý nhân

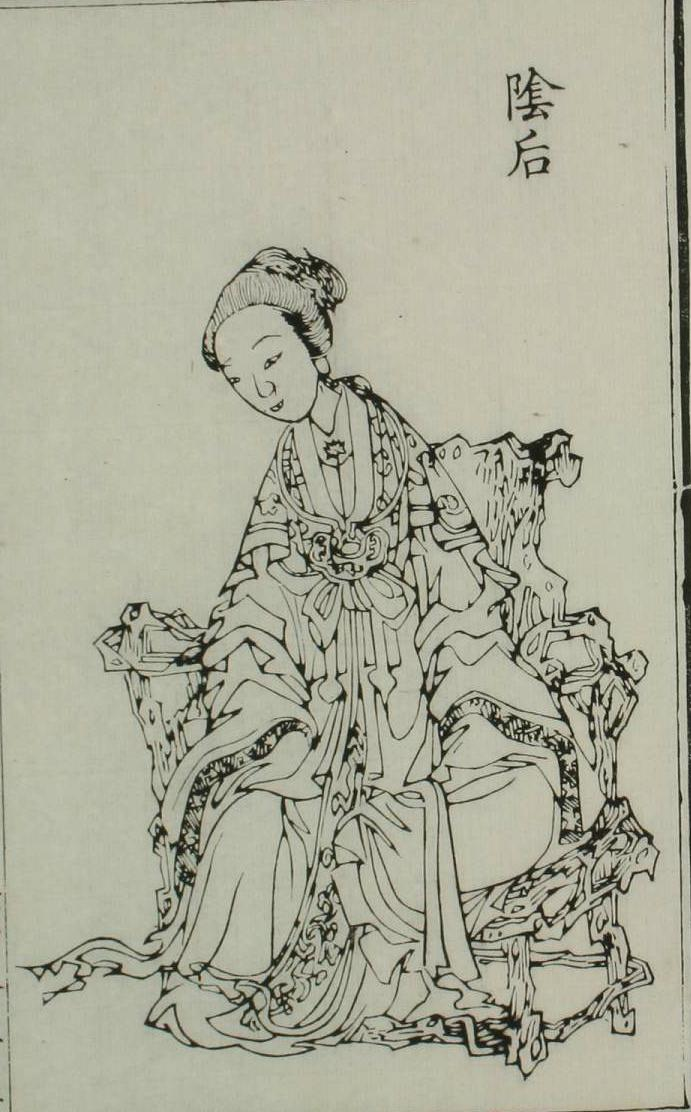
Quang Liệt Hoàng hậu Âm Lệ Hoa - Hoàng hậu thứ hai của Hán Quang Vũ Đế. Bà từng là Quý nhân trước khi trở thành Hoàng hậu.

Quý nhân (chữ Hán: 貴人; Bính âm: guì rén) là một cấp bậc danh phận của phi tần trong hậu cung của Hoàng đế trong khối Đông Á. Đôi khi đây cũng là một cách gọi chung của những người xuất thân quyền quý.

## Lịch sử
Danh vị Quý nhân đã xuất hiện không chính thức ở thời Tây Hán. Hiếu Thành Hứa Hoàng hậu khi bị phế ở Trường Định cung, đã được gọi là 「Trường Định Quý nhân; 長定貴人」.
Dưới thời Đông Hán, hậu cung có cách sắp xếp thứ bậc, tước vị Quý nhân chính thức trở thành danh hiệu cho phi tần. Hán Quang Vũ Đế thiết lập hậu cung, dưới Hoàng hậu chia thành 4 bậc: [Quý nhân; 貴人], [Mỹ nhân; 美人], [Cung nhân; 宮人] và [Thái nữ; 采女]. Hầu hết trước khi phong hậu, các Hoàng hậu Đông Hán đều được phong qua tước vị Quý nhân, ví dụ: Quách Thánh Thông, Âm Lệ Hoa rồi Đặng Tuy.
Tới thời Tào Ngụy, Tây Tấn rồi Nam Bắc triều, Quý nhân được liệt vào hàng cao chỉ sau Hoàng hậu. Như Tống Hiếu Vũ Đế thiết lập Tam phu nhân, bao gồm: [Quý phi; 貴妃], [Quý tần; 貴嬪] và [Quý nhân; 貴人]. Thời Bắc Ngụy ban đầu, dưới Hoàng hậu có Chiêu nghi, Quý nhân rồi Phu nhân. Sang thời nhà Tống, tước vị Quý nhân chỉ thuộc hàng "Chính ngũ phẩm", đã giảm đi đáng kể so với khi trước. Đặc biệt trong hậu cung nhà Thanh, Quý nhân là một trong 3 phân vị kém nhất trong hậu cung nhà Thanh, chỉ trên Thường tại và Đáp ứng.
Ở hậu cung nhà Triều Tiên, tước vị Quý nhân thuộc hàng "Tòng nhất phẩm", chỉ dưới Vương phi và Tần. Tại Việt Nam, cấp bậc này được quy định trong nội đình nhà Nguyễn, là bậc thứ 7 trong 9 bậc cung giai, gọi là [Thất giai Quý nhân; 七階貴人].

## Nhân vật nổi tiếng
Trung Quốc
- Quách Thánh Thông - Hoàng hậu đầu tiên của Hán Quang Vũ Đế cũng như nhà Đông Hán. Bị phế ngôi Hoàng hậu
- Quang Liệt Hoàng hậu Âm Lệ Hoa- Nguyên phối nhưng là Hoàng hậu thứ hai của Hán Quang Vũ Đế.
- Đổng quý nhân - phi tần của Hán Hiến Đế, bị Tào Tháo xử tử khi đang mang thai.
- Hiếu Hiến Hoàng hậu Tào Tiết- Hoàng hậu thứ hai của Hán Hiến Đế, con gái Tào Tháo. Hoàng hậu cuối cùng nhà Đông Hán.
- Văn Thành Nguyên Hoàng hậu Lý thị- phi tần của Bắc Ngụy Văn Thành Đế, sinh mẫu của Bắc Ngụy Hiến Văn Đế. Bị xử tử theo đạo luật của hậu cung Bắc Ngụy thời đó, truy phong ngôi hậu.
- Trần Tuyên Hoa - công chúa của Nam Trần, sau là Quý nhân của Tùy Văn Đế.
- Hiếu Nghi Thuần Hoàng hậu Ngụy Giai thị- phi tần của Càn Long Đế, sinh mẫu của Gia Khánh Đế. Sơ phong Ngụy Quý nhân,thụy ban đầu là Lệnh Ý Hoàng quý phi.
- Hiếu Toàn Thành Hoàng hậu Nữu Hỗ Lộc thị- Hoàng hậu thứ hai của Đạo Quang Đế, sinh mẫu của Hàm Phong Đế. Sơ phong Toàn quý nhân.
- Hiếu Khâm Hiển Hoàng hậu (tức Từ Hi thái hậu) Diệp Hách Na Lạp thị- phi tần của Hàm Phong Đế, sinh mẫu của Đồng Trị Đế. Sơ phong Lan quý nhân.
- Khác Thuận Hoàng quý phi (hay Trân phi) - phi tần của Quang Tự Đế, sơ phong Trân quý nhân.
- Đàm Ngọc Linh - phi tần của Phổ Nghi. Qua đời có thụy Minh Hiền Quý phi.

Triều Tiên
- Minh Ý Trinh tần Triệu thị - sủng thiếp của vua Injo, nổi tiếng độc ác và lũng đoạn triều chính vào thời kì cuối của Injo. Sau bị phế và xử tử. Từng được phong Quý nhân.
- Dục Tường cung Hòa Kính Thục tần Thôi thị - sủng thiếp của vua Sukjong, mẫu thân của Triều Tiên Anh Tổ, từng được phong Quý nhân.

Việt Nam
- Trần Thị Xạ - sủng phi của Võ vương Nguyễn Phúc Khoát, nổi tiếng công dung ngôn hạnh, khuôn phép vẹn toàn[4][5].
- Nguyễn Nhược Thị Bích - sủng phi của vua Tự Đức nhà Nguyễn, từng được phong Thất giai Quý nhân. Tác giả bài Hạnh Thục ca trong văn học Việt Nam.